# Hun Sen
Hun Sen (født 5. august 1952) var Cambodjas premierminister fra 1985 til 2023. Han blev efterfulgt af sin søn Hun Manet. Han er formand for Det Cambodjanske Folkeparti som har styret Cambodja siden 1979.
Han var tidligere medlem af de Røde Khmerer men måtte flygte til Vietnam i 1978. Han vendte tilbage til Cambodja, da Vietnam erobrede landet og blev udenrigsminister i den nye regering.
Han blev premierminister i 1985. Efter parlamentsvalget 1993 hvor Det Cambodjanske Folkeparti ikke opnåede flertal, delte han premierministerposten med Norodom Ranariddh som blev første premierminister. Sen afsatte Ranariddh som første premierminister ved et kup i 1997. Ung Hout blev ny første premierminister, mens Hun Sen fortsatet som anden premierminister. Efter Det Cambodjanske Folkepartis valgsejr ved parlamentsvalget i 1998 blev Sen igen eneste premierminister.